# Mark Matveevič Antokol'skij
Mark Matveevič Antokol'skij (Vilna, 1843 – Bad Homburg, 1902) è stato uno scultore russo.

## Biografia
Viaggiò a lungo per Germania ed Italia, finché non si stabilì a Parigi nel 1880. Inizialmente pittore Ambulante, acquistò notorietà con una statua a Ivan il Terribile.